# Wermelskirchen
Wermelskirchen è una città di 34 480 abitanti della Renania Settentrionale-Vestfalia, in Germania.
Appartiene al distretto governativo (Regierungsbezirk) di Colonia, nel circondario del Reno-Berg.
Wermelskirchen si fregia del titolo di "Media città di circondario" (Mittlere kreisangehörige Stadt).